# Avramovo
Avramovo (bulgariska: Аврамово) är ett distrikt i Bulgarien.   Det ligger i kommunen Obsjtina Jakoruda och regionen Blagoevgrad, i den sydvästra delen av landet, 80 kilometer söder om huvudstaden Sofia.
I omgivningarna runt Avramovo växer i huvudsak barrskog. Runt Avramovo är det ganska glesbefolkat, med 36 invånare per kvadratkilometer.